# جورج برادي
جورج برادي (بالتشيكية: Jiří Brady)‏ هو رائد أعمال تشيكي، ولد في 9 فبراير 1928 في Nové Město na Moravě ‏ في التشيك، وتوفي في 11 يناير 2019 في تورونتو في كندا بسبب قصور القلب.

## وصلات خارجية
- جورج برادي على موقع IMDb (الإنجليزية)
- جورج برادي على موقع قاعدة بيانات الفيلم (الإنجليزية)